# Abbasiddynastins harem

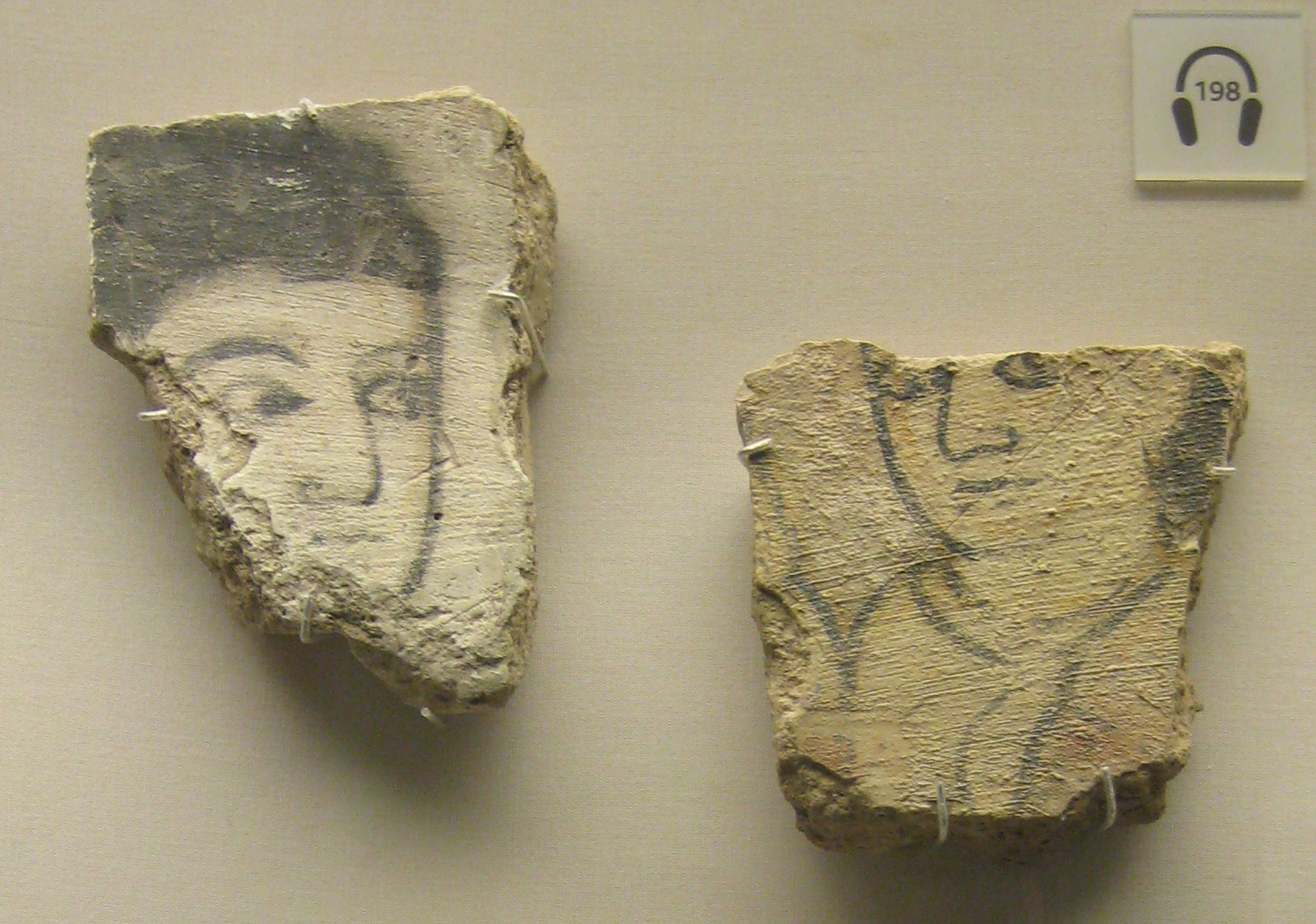
Fragment av väggmålning i ett harem i Samarra.

Abbasiddynastins harem i det Abbasidkalifatet var den separata avdelning inom abbasidernas hov där kalifernas mödrar, hustrur och slavkonkubiner levde isolerade från kontakt med yttervärlden.  Det abbasidiska haremet kom att fungera som förebild för andra harem i den muslimska världen, eftersom det var under Abbasidkalifatet som muslimska kvinnor först började leva helt isolerade i harem.

## Historik
Haremskulturen, med dess princip att isolera kvinnor från ett offentligt liv, började under Umayyaderna, och fullföljdes i början av 800-talet under Abbasidernas regeringstid. Kvinnor hade fram till dess fortfarande kunnat röra sig relativt fritt och tillåtits ha kontakt med män utanför familjen, men under abbasidkalifatet försvann kvinnor nästan helt ur det offentliga livet och stängdes in i harem, där de förbjöds kontakt med alla män utanför familjen. Detta kom sedan att fungera som förebild i de andra muslimska riken som utgick från kalifatet. Den främsta förebilden för denna samhällsförändring var kalifens eget harem, som sedan kopierades av andra rika män, och så småningom av senare muslimska rikens kungliga harem.
Haremet upplöstes under Bagdads fall och mongolernas plundring 1258. När mongolerna ockuperade palatset gavs order om en inventering av kalifens samtliga tillgångar. 
Till dessa räknades haremet, där nästan alla innevånare var slavar som ägdes av kalif Al-Musta'sim. Räkningen fastställde att haremet innehöll ett tusen eunucker och sjuhundra kvinnor och flickor. Kalifen uppgav att kvinnorna aldrig hade sett solen eller månen och bad att få behålla dem, och han tilläts då välja ut 100 stycken att behålla.  
Under den följande plundringen blev dock kalifen själv dödad, och medlemmarna i hans familj och hov antingen dödade eller bortförda som slavar av mongolerna. Kvinnorna i haremet tycks ha delats upp av mongolerna, och en persisk historieskrivare uppgav att kvinnorna ur det "stora haremet" drogs genom gatorna i staden och blev leksaker åt erövrarna.

## Organisation
Samtliga personer i haremet, utöver kalifens kvinnliga släktingar, var slavar. Slavarna var antingen krigsfångar (sabaya) eller köptes från slavmarknader, och de kvinnliga slavarna avsedda för haremet indelades i kategorierna jawari eller qiyan (underhållare), mahziyyat (konkubiner) och qahramana (hovmästarinnor).   Av manliga slavar avdelades enbart eunucker för haremet, medan övriga män tjänstgjorde i det övriga palatset. Slavarna var officiellt alla av icke muslimskt ursprung, även om det i praktiken förekom att muslimska föräldrar av fattigdom sålde sina barn till slavhandlare. 

### Modern
I kalifens hov och harem stod hans mor först i rang av alla kvinnor. Som muslimsk man kunde kalifen ha fyra hustrur, och var enligt islamsk lag tvungen att behandla sina hustrur lika. Någon drottningroll i likhet med den som förekom i kristna hov var därför inte möjlig. Medan monarken hade flera hustrur, hade han däremot bara en mor. Därför blev hans mor harems första dam, och intog vad som mest motsvarade drottningrollen. Hon hade den högsta makten i haremet. 

### Hustrur
Under modern i rang fanns kalifens hustrur. Kalifen kunde ingå diplomatiska äktenskap med fria utländska muslimska prinsessor. Det var också vanligt att han frigav en konkubin och gifte sig med henne. 

### Kvinnliga släktingar
Utöver kalifens mor och hustrur bodde också kvinnliga släktingar (ogifta, frånskilda och änkor) i haremet, främst hans döttrar, systrar och fastrar, som kallades prinsessor. Prinsessorna kunde göra sig bemärkta som diktare och på andra områden, förutsatt att de inte lämnade haremet.

### Konkubiner
Kalifen fick som muslim utöver fyra hustrur ha så många konkubiner som möjligt, förutsatt att dessa var icke muslimska slavar (Ma malakat aymanukum ). Kvinnorna var bland annat zoroaster från Persien och européer som fallit offer för saqaliba-slavhandeln via Volgas handelsrutt och slavhandeln i Bukhara. Om en konkubin födde ett barn åt kalifen blev hon en umm walad och kunde inte längre säljas och frigavs vid hans död. Kalifen kunde också frige och gifta sig med henne.

### Underhållare
Haremet inkluderade ett stort antal kvinnliga underhållare eller artister, kallade jawari. Det var slavinnor som hade utbildats för att underhålla inom sång, dans eller någon annan konstart, och de uppträdde för kalifen, hans kvinnliga släktingar och hans harem. En del av dessa var före detta qiyan-slavinnor. Jawari-slavinnorna var en separat kategori och inte konkubiner, men det var inte ovanligt för kalifen att välja ut jawaris att ha sex med och dessa kunde befordras till att bli hans konkubiner. 

### Qahramana
Qahramana var slavkvinnor som arbetade inne i haremet som tjänare åt kalifens mor, hustrur, släktingar och konkubiner. De kunde åta sig en mängd olika uppgifter och till exempel fungera som barnsköterskor eller sekreterare åt kvinnorna. De hade en privilegierad ställning därför att de var de enda av haremets kvinnor som var tillåtna att lämna haremet, då de gjorde inköp åt haremskvinnorna och skötte dessas kontakter med köpmän och handelsfolk.

### Eunuckerna
Eunuckerna vaktade haremet. Deras uppgift var att kontrollera att ingen kvinna lämnade det utan tillstånd och ingen fick komma in utan tillstånd, och kontrollera allt som passerade in och ut. Eunuckerna var slavar. De var ofta afrikaner som fallit offer för den arabiska slavhandeln.